# Рыбас, Святослав Юрьевич
Святосла́в Ю́рьевич Ры́бас (род. 8 мая 1946, Макеевка, Сталинская область, Украинская ССР, СССР) — русский писатель и общественный деятель, драматург, биограф. Член Союза писателей СССР (1977—1991). Член Союза писателей России. Почётный член Академии военных наук. Лауреат Премия Правительства Российской Федерации (2019)

## Биография
Сын Юрия Михайловича Рыбаса, советского учёного и специалиста в области электротехники. Дед С. Ю. Рыбаса — Виталий Иванович Григорьев — был участником Галлиполийского сидения эвакуировавшейся из Крыма Русской армии. Сам С. Ю. Рыбас высказывался: «Я внук белогвардейца, который, будучи гимназистом, был мобилизован в добровольческую армию в Донбассе, прошёл весь этот, так называемый, Московский поход, эвакуацию, Галлиполи, Болгарию, возвращение сюда и окончание горного института вслед за всеми его предками. И он был начальником шахты, руководителем в угольной промышленности и Героем труда».
За свою жизнь Святослав Рыбас успел поработать шахтёром, лаборантом, младшим научным сотрудником, сотрудником газеты «Комсомолец Донбасса», журнала «Сельская молодёжь», в издательстве «Молодая гвардия». По первому образованию горный электромеханик. В 1973 году окончил Литературный институт имени А. М. Горького.
Рыбас был заместителем главного редактора издательства «Молодая гвардия», заместителем главного редактора газеты «Литературная Россия», руководил главной редакцией литературно-драматических программ Центрального телевидения СССР, одновременно курировал главную редакцию музыкальных программ и главную редакцию народного творчества, был политическим обозревателем ЦТ, заместителем директора департамента по информации и стратегическому планированию военно-промышленного комплекса «МАПО „МиГ“».
Профессор Ядерного университета (МИФИ).
Секретарь Союза писателей России. Председатель Фонда восстановления Храма Христа Спасителя в 1989—1994 годах, член Попечительского Совета Храма Христа Спасителя.
Заместитель председателя Общественного совета при Министерстве культуры России (2016—2020). Входил в состав рабочей группы по восстановлению памятника российским воинам в Галлиполи (Турция). Председатель совета директоров Русского биографического института. Почётный гражданин города Донецка.
Жена — Лариса Владимировна Тараканова (р. 1947), писательница.

## Творчество
Автор политических биографий в книжной серии «Жизнь замечательных людей»: «Столыпин», «Сталин», «Генерал Кутепов», «Громыко», «Василий Шульгин. Судьба русского националиста», а также других изданий: «Сталин. Судьба и стратегия» (в 2-х томах, совместно с Екатериной Рыбас), «Сто лет внутренних войн. Краткий курс истории России XX века для высшего управленческого персонала», «Московские против питерских. „Ленинградское дело“ Сталина», романов о Гражданской войне, пьес «Переворот» о заговоре против Николая Второго, «Сталин, МХАТ, Булгаков», «У премьер-министра мало друзей (Столыпин)». По его повести «Зеркало для героя» поставлен одноимённый фильм (режиссёр В. И. Хотиненко, 1988).

## Награды
- Премия имени Николая Островского.
- Премия имени Александра Невского.

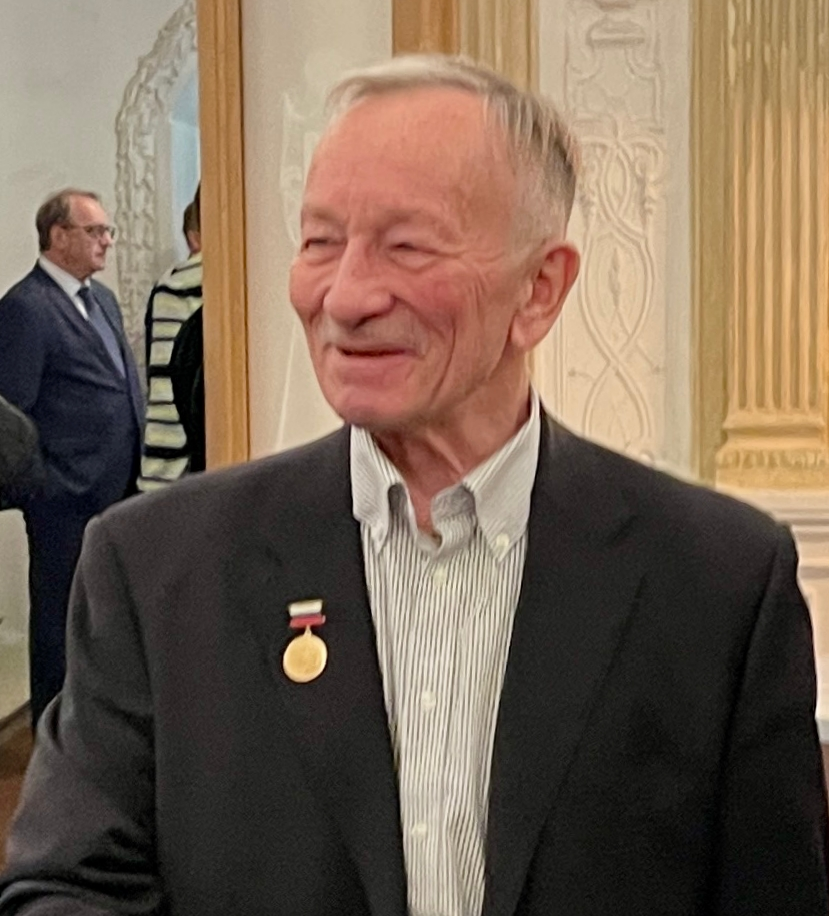
Святослав Рыбас

- Имперская премия имени Эдуарда Володина.
- Премия имени Антона Дельвига.
- Премия имени Николая Карамзина (конкурс Министерства культуры РФ) за пьесу «Переворот».
- Орден Преподобного Сергия Радонежского 3 степени (РПЦ).
- Орден Святого благоверного князя Даниила Московского 2 степени (РПЦ).
- Орден преподобного Серафима Саровского 2 степени (РПЦ).
- Орден Преподобного Андрея Иконописца 2 степени (РПЦ).
- Орден Св. Анны 3 степени.
- Орден Св. Анны 2 степени.
- Орден Св. Владимира 2 степени.
- Нагрудный знак «Шахтёрская слава» I, II, III степени.
- Медаль «За укрепление боевого содружества».
- Знак ЦК ВЛКСМ «Трудовая доблесть».
- Золотая медаль имени академика В. И. Бураковского.
- Медаль «Руководитель воссоздания Храма Христа Спасителя в Москве» (№ 55).
- Медаль «В память 850-летия Москвы».
- Медаль «300 лет Российскому флоту».
- Медаль «Адмирал Кузнецов».
- Знак «За заслуги в пограничной службе». 1, 2 ст.
- Памятный знак «ГАЛЛИПОЛИ 1920—2008»
- Медаль «Юбилей Всенародного Подвига. 1613—2013».
- Бронзовая медаль «В память 400-летия Дома Романовых. 1613—2013».
- Медаль «Звезда героя донского казачества».
- Епархиальная медаль Ставропольской и Невинномысской епархии Русской Православной Церкви «Ставропольский крест» III степени.

Нагрудный знак Министерства иностранных дел Российской Федерации «За вклад в международное сотрудничество».
Диплом и медаль «Почётный гражданин города Донецка».
Премия Правительства РФ в области культуры.
Премия Института русско-китайского стратегического взаимодействия за книги «Си Цзиньпин. Судьба и мир», «Сталин» (на китайском языке).
Знак отличия «За заслуги» (Министерство обороны РФ, Управление по увековечению памяти погибших при защите Отечества).

## Работы
Автор художественной и биографической литературы, среди произведений: «Жизнь и смерть Петра Столыпина», «Генерал Кутепов», «Генерал Самсонов», «Варианты Морозова», повесть «Зеркало для героя», по мотивам которой был снят одноимённый фильм. В 2007 году в издательстве «Молодая гвардия» вышел двухтомник Рыбаса «Сталин. Судьба и стратегия». Это биография Сталина, которую Рыбас написал в соавторстве со своей дочерью Екатериной. В 2009 году в том же издательстве в серии «ЖЗЛ» вышла его книга «Сталин». Высоко отзывались о ней писатель-биограф Лев Данилкин, Михаил Делягин, критиковали А. В. Бузгалин и А. И. Колганов.
Полный список изданного:
- Над нами Донбасс. Повесть / журнал Москва. — 1974. — № 6.
- Молодые люди. Повести и рассказы / Советский писатель. — 1975.
- Варианты Морозова. Роман. 1979. Советский писатель; 1982. Московский рабочий; 1984. Советский писатель; 1979, выпуски № 1, 2 журнала «Молодая гвардия».
- Стеклянная стена. Роман. 1982. Советский писатель; 1984. Советский писатель; журнал «Октябрь» 1983.
- Что вы скажете на прощанье. Повести и рассказы / Молодая гвардия. — 1983.
- На колёсах. Повести и рассказы. 1984. Современник; повесть «На колёсах» — журнал «Октябрь» 1982.
- Спасение. Рассказы. 1986. Библиотека журнала «Огонёк», № 11. Правда.
- Зеркало для героя. Повесть. 1986. Библиотечка журнала «Молодая гвардия»; в сборнике «На колёсах» издательства «Современник». (Одноимённый кинофильм).
- Крепость / Советский писатель. — 1988.
- Плач из далёкого года. Повесть / журнал Новый мир. — 1988. — № 12.
- Жертва. Роман о генерале Самсонове / Молодая гвардия. — 1990.
- Русский крест. Роман. 1990, выпуски № 3, 4, 5 журнала «Московский вестник».
- Пепелище. Роман. 1990. Современник; 1989; выпуск № 12 и 1990, выпуски № 1, 2 журнала «Москва».
- Реформатор. Жизнь и смерть Петра Столыпина. (В соавторстве с Ларисой Таракановой).1992. Недра; 1994 № 20 журнал «Роман-газета».
- Похищение генерала Кутепова. Повесть. (В соавторстве с Ларисой Таракановой). 1993 № 1,2,3 журнал «Наш современник».
- Избранное в 2 томах. 1998. Патриот, Русский биографический институт.
- Генерал Кутепов. Документальный роман. — М.: Олма-пресс, 2000.
  - Рыбас С. Ю. Генерал Кутепов. — М.: Молодая гвардия, 2010. — Т. 1266. — С. 232. — 300 с. — (Жизнь замечательных людей). — ISBN 978-5-235-03334-4.
- Генерал Самсонов. — М.: Олма-пресс, 2000.
- Столыпин. — М.: Молодая гвардия, 2003. — 464 с. — (Жизнь замечательных людей). — 5000 экз. — ISBN 5-235-02577-6.
- Сталин. Судьба и стратегия. Жизнеописание. В 2 томах. (В соавторстве с Екатериной Рыбас). 2007. Молодая гвардия; 2008, № 24—29 журнал «Роман-газета». Перевод в КНР, Чехии.
- Генерал Кутепов. — М.: Молодая гвардия, 2010. — 304 с. — (Жизнь замечательных людей). — 4000 экз. — ISBN 978-5-235-03334-4.
- Сто лет внутренних войн. Учебник для высшего управленческого персонала. 2010. Русское слово.
- Громыко. — М.: Молодая гвардия, 2011. — 576 с. — (Жизнь замечательных людей). — 5000 экз. — ISBN 978-5-235-03477-8. Перевод в Чехии.
- Московские против питерских. Ленинградское дело Сталина. — М.: Эксмо, 2013. — 256 с. — 3000 экз. — ISBN 978-5-4438-0218-3.
- Василий Шульгин. Судьба русского националиста. — М.: Молодая гвардия, 2014. — (Жизнь замечательных людей). — ISBN 978-5-235-03715-1.
- Генерал Самсонов. Переворот. Роман и пьеса. 2015. Русское слово. (Постановка — Малый театр, 2018).
- Заговор верхов, или Тотальный переворот / Молодая гвардия. — 2016.
- Зеркало для героя. Повести (Зеркало для героя; На колёсах, Крест в Галлиполи). — М.: Вече, 2016.
- Сталин. — М.: Молодая гвардия, 2017. — 912 с. — (Жизнь замечательных людей). — 4000 экз. 5-е издание. — ISBN 978-5-235-03995-7.
- Вожди. Кинороман. — М.: Русское слово, 2018; 2020.
- Новые времена и старые герои. Записки патриота. — М.: Вече, 2018.
- Государственный переворот. Пьеса. (Совместно с Екатериной Рыбас). Поставлена в Государственном академическом Малом театре, режиссёр Елена Оленина, 2018[источник не указан 2358 дней].
- Сталин. — М.: Молодая гвардия, 2019. (Жизнь замечательных людей) — 7000 экз., 6-е издание.
- Си Цзиньпин. — М.: Молодая гвардия, 2019. (ЖЗЛ: биография продолжается). ISBN 978-5-235-04262-9
- У премьер-министра мало друзей (Столыпин). Пьеса. 2019.
- 100 великих людей Донбасса. — М.: Вече, 2019 (председатель редколлегии, автор).
- Пьеса «Как Сталин и Булгаков МХАТ делили». (Телеканал МХАТ имени Горького, режиссёр Рената Сотириади, июнь 2020 г.)
- Пьеса «У премьер-министра мало друзей» о Петре Столыпине. (МХАТ имени Горького, режиссёр Александр Дмитриев, октябрь 2020 г.)
- Сталин. Краткий курс для студентов, разведчиков и китайцев. М.: Вече. 2021.
- Таир Мансуров. М., 2021. Молодая гвардия.
- КГБ. Апокалипсис. Чекисты, националисты, либералы и гибель Старой площади. М.: Вече. 2021.
- Агентура. Драматические произведения о российской истории. Русское слово. М.: 2022.
- Зеркало для героя-2. М., Вече. 2023.
- Пьеса «Столыпин. У премьер-министра мало друзей». (Новый театр, режиссёр Эдуард Бояков. 2023).
- Сталин. Немыслимая судьба. М., Проспект. 2024. (Совместно с Екатериной Рыбас).
- Столыпин. Миссия имперского героя. (Совместно с Екатериной Рыбас). Серия «Русский историкс». Издание автора при участии издательства «Мозаичный парк». 2024.
- Александр Невский, Иван III Великий, Иван IV Грозный. Серия «Русский историкс». Издание автора при участии издательства «Мозаичный парк». 2024.
- Документальный фильм «Донбасс. Зеркало для героев» Автор сценария и ведущий. Телеканал «Россия-1», 26.01.2025.

Издания на иностранных языках: китайский, английский, чешский, вьетнамский, болгарский.